# Kosta Koufos
Konstantine Demetrios "Kosta" Koufos (em grego:  Κωνσταντίνος Δημήτριος "Κώστας" Κουφός) (Canton, 23 de agosto de 1987) é um jogador greco-estadunidense de basquete profissional que atualmente joga pelo Sacramento Kings, disputando a National Basketball Association (NBA). Foi draftado em 2008 na primeira rodada pelo Utah Jazz.

## Estatísticas

##### Temporada regular
| Ano     | Equipe     | PJ  | PT  | MPP  | %TC  | %3P  | %TL  | RPP | APP | ROB | TPP | PPP |
| ------- | ---------- | --- | --- | ---- | ---- | ---- | ---- | --- | --- | --- | --- | --- |
| 2008-09 | Utah       | 48  | 7   | 11.8 | .508 | .000 | .706 | 2.9 | .4  | .3  | .6  | 4.7 |
| 2009-10 | Utah       | 36  | 0   | 4.8  | .468 | .000 | .600 | 1.3 | .2  | .1  | .1  | 1.5 |
| 2010-11 | Minnesota  | 39  | 1   | 8.6  | .435 | .000 | .500 | 2.5 | .2  | .2  | .5  | 2.7 |
| 2010-11 | Denver     | 11  | 1   | 8.9  | .500 | .000 | .632 | 3.0 | .0  | .2  | .5  | 4.9 |
| 2011-12 | Denver     | 48  | 24  | 16.5 | .599 | .000 | .600 | 5.4 | .3  | .5  | .9  | 5.5 |
| 2012-13 | Denver     | 81  | 81  | 22.4 | .581 | .000 | .558 | 6.9 | .4  | .5  | 1.3 | 8.0 |
| 2013-14 | Memphis    | 80  | 22  | 16.9 | .495 | .000 | .645 | 5.2 | .5  | .4  | .9  | 6.4 |
| 2014-15 | Memphis    | 81  | 3   | 16.6 | .508 | .000 | .647 | 5.3 | .5  | .4  | .8  | 5.2 |
| 2015-16 | Sacramento | 78  | 14  | 19.0 | .532 | .000 | .548 | 5.4 | .4  | .5  | .9  | 6.8 |
| Total   |            | 502 | 153 | 15.9 | .529 | .000 | .604 | 4.8 | .4  | .4  | .8  | 5.6 |

##### Playoffs
| Ano   | Equipe  | PJ | PT | MPP  | %TC   | %3P   | %TL   | RPP | APP | ROB | TPP | PPP |
| ----- | ------- | -- | -- | ---- | ----- | ----- | ----- | --- | --- | --- | --- | --- |
| 2010  | Utah    | 9  | 0  | 3.4  | .400  | .000  | .000  | 1.0 | .0  | .0  | .1  | .9  |
| 2011  | Denver  | 1  | 0  | 2.0  | 1.000 | .000  | .000  | .0  | .0  | .0  | .0  | 2.0 |
| 2012  | Denver  | 3  | 2  | 8.7  | .333  | .000  | .000  | 3.7 | .0  | .0  | .3  | .7  |
| 2013  | Denver  | 6  | 2  | 16.7 | .368  | 1.000 | .833  | 3.5 | .5  | .5  | .7  | 3.3 |
| 2014  | Memphis | 7  | 0  | 6.4  | .438  | .000  | 1.000 | 2.1 | .3  | .3  | .4  | 2.6 |
| 2015  | Memphis | 11 | 0  | 11.5 | .540  | .000  | .600  | 3.5 | .4  | .4  | .5  | 3.4 |
| Total | Total   | 37 | 4  | 8.9  | .460  | 1.000 | .800  | 2.6 | .2  | .2  | .4  | 2.4 |